# Dover (Tennessee)
Dover é uma cidade localizada no estado norte-americano de Tennessee, no Condado de Stewart.

## Demografia
Segundo o censo norte-americano de 2000, a sua população era de 1442 habitantes.
Em 2006, foi estimada uma população de 1537, um aumento de 95 (6.6%).

## Geografia
De acordo com o United States Census Bureau tem uma área de
10,1 km², dos quais 9,8 km² cobertos por terra e 0,3 km² cobertos por água. Dover localiza-se a aproximadamente 126 m acima do nível do mar.

## Localidades na vizinhança
O diagrama seguinte representa as localidades num raio de 36 km ao redor de Dover.